# Briefmarken-Jahrgang 1961 der Deutschen Bundespost Berlin
Der Briefmarken-Jahrgang 1961 der Deutschen Bundespost Berlin umfasste fünf Sondermarken und 13 Dauermarken.
Der Nennwert der Marken betrug 5,50 DM.

## Liste der Ausgaben und Motive
Legende
- Bild: Eine bearbeitete Abbildung der genannten Marke. Das Verhältnis der Größe der Briefmarken zueinander ist in diesem Artikel annähernd maßstabsgerecht dargestellt. Sollten keine Marken abgebildet sein, liegt es daran, dass das Urheberrecht des Künstlers noch nicht erloschen ist.
- Beschreibung: Eine Kurzbeschreibung des Motivs und/oder des Ausgabegrundes. Bei ausgegebenen Serien oder Blocks werden die zusammengehörigen Beschreibungen mit einer Markierung versehen eingerückt.
- Wert: Der Frankaturwert der einzelnen Marke in Pfennig. Ein „+“ bedeutet, dass es sich um eine Zuschlagsmarke handelt (= Frankaturwert + Spende).
- Ausgabedatum: Das Datum des erstmaligen Verkaufs dieser Briefmarke.
- Gültig bis: Das Datum, an dem die Gültigkeit endete.
- Auflage: Soweit bekannt, wird hier die zum Verkauf angebotene Anzahl dieser Ausgabe angegeben.
- Entwurf: Soweit bekannt, wird hier angegeben, von wem der Entwurf dieser Marke stammt.
- Mi.-Nr.: Diese Briefmarke wird im Michel-Katalog unter der entsprechenden Nummer gelistet.

| Sondermarken | |                  |                       |                   |             |                 |       |
| Bild         | Beschreibung | Werte in Pfennig | Ausgabe- datum (1961) | gültig bis        | Auflage     | Entwurf         | MiNr. |
|              | 10. Todestag von Hans Böckler (1875–1951) Gewerkschaftsfunktionär                                                                   | 20               | 16. Februar           | 31. Dezember 1962 | 15.000.000  | Michel + Kieser | 197   |
|              | 4. Todestag von Louise Schroeder (1887–1957) Oberbürgermeisterin von Berlin von Mai 1947 bis Dezember 1948                          | 20               | 3. Juni               | 31. Dezember 1962 | 4.000.000   | Rudolf Gerhardt | 198   |
|              | Evangelischer Kirchentag - Marienkirche neben dem Jerusalemkreuz, dem Symbol des Evangelischen Kirchentages                         | 10               | 19. Juli              | 31. Dezember 1963 | 7.000.000   | Rudolf Gerhardt | 215   |
|              | - Ruine der Gedächtniskirche neben dem Jerusalemkreuz                                                                               | 20               | 19. Juli              | 31. Dezember 1963 | 5.000.000   | Rudolf Gerhardt | 216   |
|              | Rundfunk-, Fernseh- und Phono-Ausstellung in Berlin - Ausstellungsplakat mit Berliner Bär, Fernseher und Schallplatte               | 20               | 3. August             | 31. Dezember 1963 | 7.000.000   | Rudolf Gerhardt | 217   |
| Dauermarken  | |                  |                       |                   |             |                 |       |
| Bild         | Beschreibung | Werte in Pfennig | Ausgabe- datum (1961) | gültig bis        | Auflage     | Entwurf         | MiNr. |
|              | Dauermarken Bedeutende Deutsche (Briefmarkenserie) - Albertus Magnus (um 1200–1280), 1622 selig und 1931 heiliggesprochen           | 5                | 18. September         | 31. Dezember 1970 | 72.500.000  | Michel + Kieser | 199   |
|              | - Landgräfin Elisabeth von Thüringen (1207–1231), auch Elisabeth von Ungarn                                                         | 7                | 3. August             | 31. Dezember 1970 | 20.000.000  | Michel + Kieser | 200   |
|              | - Johannes Gensfleisch, genannt Gutenberg (um 1400–1468), gilt als Erfinder des Buchdrucks mit beweglichen Metall-Lettern           | 8                | 3. August             | 31. Dezember 1970 | 56.000.000  | Michel + Kieser | 201   |
|              | - Albrecht Dürer (1471–1528), Maler, Grafiker, Mathematiker und Kunsttheoretiker                                                    | 10               | 15. Juni              | 31. Dezember 1970 | 247.500.000 | Michel + Kieser | 202   |
|              | - Martin Luther (1483–1546), theologischer Urheber und Lehrer der Reformation                                                       | 15               | 18. September         | 31. Dezember 1970 | 30.500.000  | Michel + Kieser | 203   |
|              | - Johann Sebastian Bach (1685–1750), Komponist des Barock                                                                           | 20               | 28. Juni              | 31. Dezember 1970 | 96.500.000  | Michel + Kieser | 204   |
|              | - Johann Balthasar Neumann (1687–1753), Baumeister des Barock und des Rokoko                                                        | 25               | 7. Oktober            | 31. Dezember 1970 | 19.000.000  | Michel + Kieser | 205   |
|              | - Immanuel Kant (1724–1804), bedeutender Philosoph                                                                                  | 30               | 7. Oktober            | 31. Dezember 1970 | 14.000.000  | Michel + Kieser | 206   |
|              | - Gotthold Ephraim Lessing (1729–1781), einer der wichtigsten Dichter der Aufklärung                                                | 40               | 28. Juni              | 31. Dezember 1970 | 17.500.000  | Michel + Kieser | 207   |
|              | - Johann Wolfgang von Goethe (1749–1832), Dichter, Dramatiker, Theaterleiter, Naturwissenschaftler, Kunsttheoretiker und Staatsmann | 50               | 1. Dezember           | 31. Dezember 1970 | 11.500.000  | Michel + Kieser | 208   |
|              | - Ludwig van Beethoven (1770–1827), Komponist der Wiener Klassik                                                                    | 70               | 1. Dezember           | 31. Dezember 1970 | 17.000.000  | Michel + Kieser | 210   |
|              | - Heinrich von Kleist (1777–1811), Dramatiker, Erzähler, Lyriker und Publizist                                                      | 80               | 1. Dezember           | 31. Dezember 1970 | 9.000.000   | Michel + Kieser | 211   |
|              | - Annette von Droste-Hülshoff (1797–1848), gilt als eine der bedeutendsten deutschen Dichterinnen                                   | 1 DM             | 18. September         | 31. Dezember 1970 | 10.000.000  | Michel + Kieser | 212   |